# IC 3557
IC 3557 је елиптична галаксија у сазвјежђу Береникина коса која се налази на листи објеката дубоког неба у Индекс каталогу.
Деклинација објекта је + 16° 38' 30" а ректасцензија 12h 36m 8,1s. Привидна величина (магнитуда) објекта IC 3557 износи 14,5 а фотографска магнитуда 15,5. IC 3557 је још познат и под ознакама MCG 3-32-77, NPM1G +16.0310, PGC 42015.